# Adam Krieger

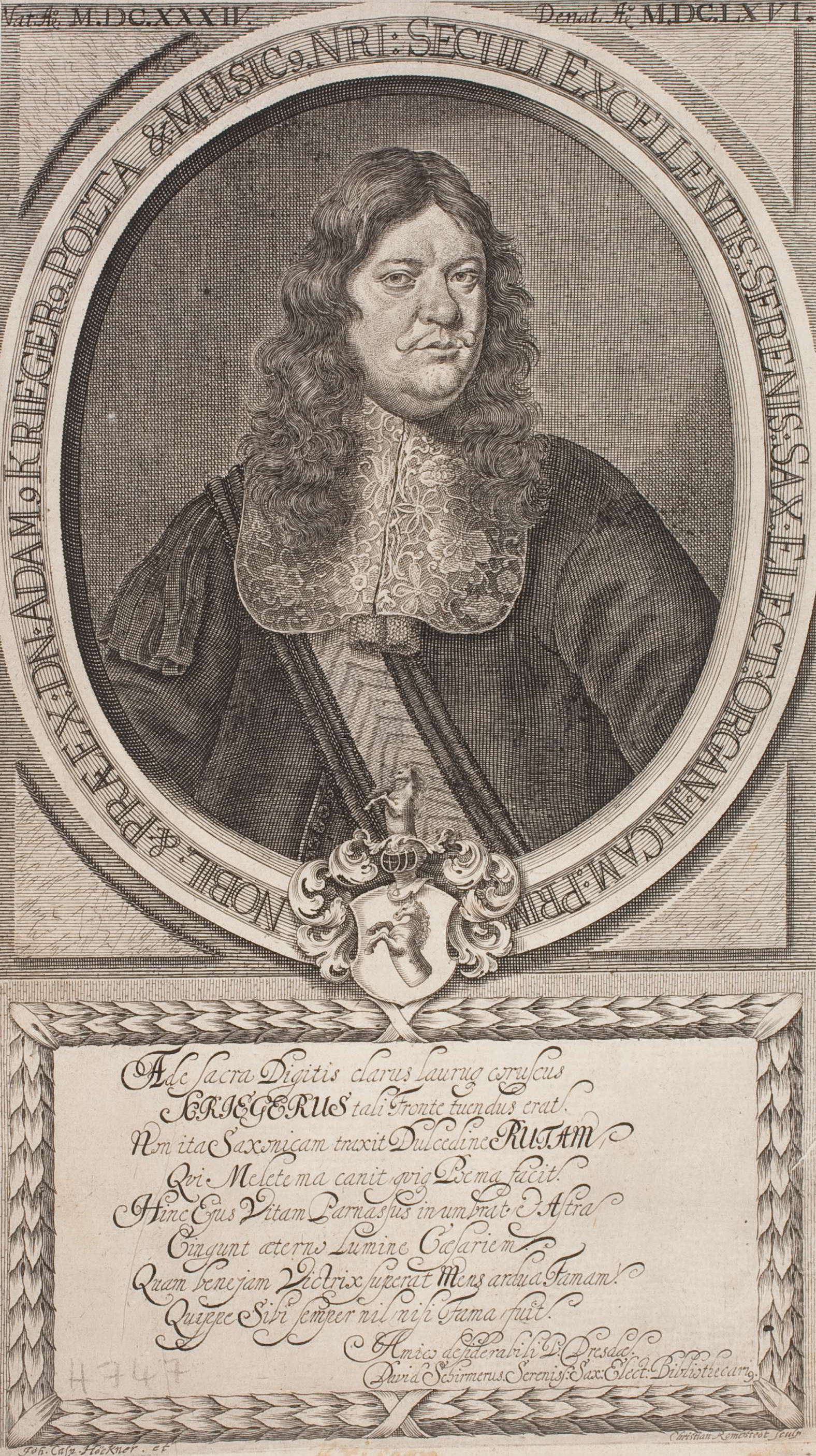
Kupferstich von Christian Romstet nach Johann Kaspar Höckner (1629–1671), Herzog August Bibliothek

Adam Krieger (* 7. Januar 1634 in Driesen; † 30. Juni 1666 in Dresden) war ein deutscher Komponist und Kirchenmusiker.

## Leben
Seine Ausbildung erhielt Krieger zunächst bei Samuel Scheidt in Halle und setzte diese ab 1650 in Leipzig fort. 1655 siegte er gegen den Mitbewerber Werner Fabricius bei der Besetzung der Stelle als Organist an der Leipziger Nikolaikirche, die durch Johann Rosenmüllers plötzlichen Weggang frei wurde. Den Schwerpunkt seines Wirkens setzte Krieger in der figuralen Musik. Auf Krieger geht die Gründung eines Collegium musicum in Leipzig zurück. Im Jahre 1657 rief ihn Kurfürst Johann Georg II. an den sächsischen Hof. Dort gab Krieger der Tochter des Kurfürsten Unterricht am Clavichord. 1658 erfolgte seine Berufung zum Hoforganisten.
Krieger verstarb 1666 in Dresden und wurde auf dem Frauenkirchhof beigesetzt.

## Werk
Krieger komponierte und dichtete zahlreiche Lieder, 1657 erschien seine erste Liedersammlung. Kennzeichen seiner Werke waren einfache volksliedhafte Melodien.
Sein bekanntestes Lied ist Nun sich der Tag geendet hat, es ist in den Gesangbüchern der evangelischen Kirchen zu finden. Ein weiteres bekanntes Lied ist Der Rhein’sche Wein, das die zahlreichen Wirkungen des Genusses von Rheinwein beschreibt.